# Джуринська сільська рада (Чортківський район)
Джури́нська сільська́ ра́да — колишня адміністративно-територіальна одиниця та орган місцевого самоврядування в Чортківському районі Тернопільської області. Адміністративний центр — с. Джурин.

## Загальні відомості
Джуринська сільська рада утворена в 1939 році.
- Територія ради: 30,017 км²
- Населення ради: 1 783 особи (станом на 2001 рік)
- Територією ради протікає річка Джурин

## Населені пункти
Сільській раді були підпорядковані населені пункти:
- с. Джурин
- с. Джуринська Слобідка

## Історія
Перша сільська рада утворена у вересні 1939 року.
У квітні 1944 року сільська рада відновлена.
23 січня 1960 року до сільської ради приєдналися Полівецька та Слобідко-Джуринська сільські ради, згодом Полівецька від'єдналася.
26 листопада 2020 року увійшла до складу Білобожницької сільської громади.

## Географія
Джуринська сільська рада межувала з Ромашівською, Ридодубівською, Білобожницькою, Полівецькою сільськими радами — Чортківського району, та Трибухівською сільською радою — Бучацького району.

## Склад ради

### Голови ради
| Прізвище, ім'я, по батькові | Основні відомості                                                               | Дата обрання | Дата звільнення |
| --------------------------- | ------------------------------------------------------------------------------- | ------------ | --------------- |
| Стасишин Іван Мар′янович    | Сільський голова                                                                | 1990         | 1994            |
| Таравський Петро Михайлович | Сільський голова                                                                | 1994         | 1998            |
| Братків Іван Мирославович   | Сільський голова                                                                | 1998         | 2002            |
| Братків Іван Мирославович   | Сільський голова                                                                | 2002         | 2006            |
| Братків Іван Мирославович   | Сільський голова, 1964 року народження, безпартійний                            | 26.03.2006   | 31.10.2010      |
| Блаженко Ореста Михайлівна  | Сільський голова, 1960 року народження, освіта середня спеціальна, позапартійна | 31.10.2010   | 11.11.2014      |
| Чвіль Михайло Миколайович   | Сільський голова                                                                | 24.10.2015   | 26.11.2020      |

Примітка: таблиця складена за даними сайту Верховної Ради України

#### Секретарі ради
| Прізвище, ім'я, по батькові | Основні відомості | Дата обрання | Дата звільнення |
| --------------------------- | ----------------- | ------------ | --------------- |
| Луцишин Надія Василівна     | Секретар          | 1990         | 1994            |
| Луцишин Надія Василівна     | Секретар          | 1994         | 1998            |
| Дмитровська Любов Юліанівна | Секретар          | 1998         | 2002            |
| Дмитровська Любов Юліанівна | Секретар          | 2002         | 2006            |
| Дмитровська Любов Юліанівна | Секретар          | 2006         | 2010            |
| Дмитровська Любов Юліанівна | Секретар          | 2010         | 2015            |
| Погрібна Ірина Петрівна     | Секретар          | 2015         | 2020            |

### Депутати

#### VII скликання
За результатами місцевих виборів 2010 року депутатами ради стали:
1. Горин Володимир Ігорович
2. Дмитряк Галина Степанівна
3. Колівошко Ірена Ярославівна
4. Дмитровська Любов Юліанівна
5. Коцюк Ганна Йосипівна
6. Коцюк Ігор Ярославович
7. Смолій Петро Володимирович
8. Цепенда Володимир Борисович
9. Сякалюк Дмитро Мирославович
10. Блаженко Ганна Богданівна
11. Коцюк Михайло Павлович
12. Яріш Андрій Степанович
13. Чвіль Михайло Миколайович
14. Серединський Роман Михайлович
15. Чорняк Марія Михайлівна
16. Росовська Ганна Павлівна

#### V скликання
За результатами місцевих виборів 2006 року депутатами ради стали:
1. Гречаний Ярослав Богданович
2. Горин Володимир Ігорович
3. Островерха Микола Іванович
4. Дмитровська Любов Юліанівна
5. Корчинська Ганна Євгенівна
6. Порховський Володимир Тарасович
7. Мельник Павло Петрович
8. Цепенда Володимир Борисович
9. Островерха Євген Іванович
10. Блаженко Ганна Богданівна
11. Островерха Леонія Володимирівна
12. Зень Марія Іванівна
13. Середишин Світлана Мар′янівна
14. Гузік Василь Іванович
15. Бойко Степан Степанович
16. Росовська Ганна Павлівна

#### IV скликання
За результатами місцевих виборів 2002 року депутатами ради стали:
1. Золота Марія Михайлівна
2. Островерха Микола Іванович
3. Островерха Євген Іванович
4. Коцюк Ганна Йосипівна
5. Дмитровська Любов Юліанівна
6. Шеремет Мирон Миколайович
7. Цепенда Володимир Борисович
8. Мельник Павло Петрович
9. Блаженко Ганна Богданівна
10. Блаженко Орися Михайлівна
11. Махно Ігор Олегович
12. Зень Марія Іванівна
13. Гайда Ольга Іванівна
14. Бойко Степан Степанович
15. Росовська Ганна Павлівна

#### III скликання
За результатами місцевих виборів 1998 року депутатами ради стали:
1. Ярема Петро Федорович
2. Островерха Євген Іванович
3. Калакоць Микола Іванович
4. Островерха Микола Іванович
5. Польовий Михайло Ярославович
6. Дмитровська Любов Юліанівна
7. Луцишин Надія Василівна
8. Мельник Павло Петрович
9. Копарчук Микола Антонович
10. Цепенда Надія Володимирівна
11. Олійник Ганна Анатоліївна
12. Таравський Петро Михайлович
13. Гайда Ольга Іванівна
14. Бойко Степан Степанович
15. Б′еля Богдан Якович

#### II скликання
За результатами місцевих виборів 1994 року депутатами ради стали:
1. Бойко С.С.
2. Б′еля Б.Я.
3. Мельничук С.Й.
4. Гайда О.І.
5. Луцишин Н.В.
6. Калакоць М.В.
7. Мельник П.П.
8. Кацан С.Ю.
9. Островерха Є.І.
10. Польовий М.Я.
11. Підгірний С.Я.
12. Сякалюк Д.М.
13. Цепенда М.Р.
14. Ув′яз Р.С.
15. Олійник Г.А.

#### I скликання
За результатами місцевих виборів 1990 року депутатами ради стали:
1. Цепенда Богдан Павлович
2. Ярема Петро Федорович
3. Майнош Станіслав Петрович
4. Ружицький Омелян Станіславович
5. Таравський Петро Михайлович
6. Коцюк Роман Степанович
7. Цепенда Ярема Володимирович
8. Побуринний Микола Михайлович
9. Атаманчук Ігор Ілліч
10. Стасишин Іван Мар′янович
11. Дмитровська Ярослава Йосипівна
12. Скоромний Роман Іванович
13. Сенюк Богдан Васильович
14. Калинюк Ганна Іванівна
15. Шуригайло Ганна Володимирівна
16. Блаженко Роман Іванович
17. Дячок Ганна Степанівна
18. Б′еля Богдан Якович
19. Мельничук Степан Йосипович
20. Гузік Ярослава Володимирівна